# سینگام ۲
سینگام ۲ (به تامیلی: Singam II) فیلمی محصول سال ۲۰۱۳ و به کارگردانی هاری است. در این فیلم بازیگرانی همچون سوریا، آنوشکا شتی، هانیسکا موتوانی، دنی ساپانی، ویویک، سانتانام، موکش ریشی، نثار ایفای نقش کرده‌اند.